# 熊元德
熊元德（1962年—），云南兰坪人，普米族，中华人民共和国政治人物、第十二届全国人民代表大会云南地区代表。
毕业于云南省委党校函授学院行政管理专业。加入中国共产党。2013年，担任全国人大代表。